# Quênia nos Jogos Olímpicos de Verão de 2024
Quênia participou dos Jogos Olímpicos de Verão de 2024, realizados em Paris, na França. Foi a 16.ª aparição do país nos Jogos Olímpicos de Verão desde a estreia em Melbourne 1956, sendo representado por 74 atletas que competiram em seis esportes.
Foram onze medalhas conquistadas pela delegação, todas elas no atletismo, com destaques para Beatrice Chebet que obteve duas medalhas de ouro, nos 5000 m e 10000 m feminino, e Faith Kipyegon, campeã dos 1500 m e prata nos 5000 m feminino. Entre os homens, Emmanuel Wanyonyi foi o medalhista de ouro na prova dos 800 metros rasos. O Quênia teve o melhor desempenho entre os países da África no quadro de medalhas dos Jogos de Paris, repetindo os feitos de Tóquio 2020 e Rio 2016.

## Medalhas
| Atleta            | Esporte   | Evento                          | Medalha |
| ----------------- | --------- | ------------------------------- | ------- |
| Beatrice Chebet   | Atletismo | 5000 m feminino                 | Ouro    |
| Beatrice Chebet   | Atletismo | 10000 m feminino                | Ouro    |
| Emmanuel Wanyonyi | Atletismo | 800 m masculino                 | Ouro    |
| Faith Kipyegon    | Atletismo | 1500 m feminino                 | Ouro    |
| Faith Kipyegon    | Atletismo | 5000 m feminino                 | Prata   |
| Ronald Kwemoi     | Atletismo | 5000 m masculino                | Prata   |
| Mary Moraa        | Atletismo | 800 m feminino                  | Bronze  |
| Faith Cherotich   | Atletismo | 3000 m com obstáculos feminino  | Bronze  |
| Abraham Kibiwot   | Atletismo | 3000 m com obstáculos masculino | Bronze  |
| Benson Kipruto    | Atletismo | Maratona masculina              | Bronze  |
| Hellen Obiri      | Atletismo | Maratona feminina               | Bronze  |

## Competidores
Esta foi a participação por modalidade nesta edição:
| Esporte      | Masculino | Feminino | Total |
| ------------ | --------- | -------- | ----- |
| Atletismo    | 26        | 19       | 45    |
| Esgrima      | 0         | 1        | 1     |
| Judô         | 0         | 1        | 1     |
| Natação      | 1         | 1        | 2     |
| Rugby sevens | 13        | 0        | 13    |
| Voleibol     | 0         | 13       | 13    |
| Total        | 40        | 34       | 74    |